# Selectieve eetstoornis
De selectieve eetstoornis (vaak wordt de Engelstalige afkorting Arfid gebruikt: 'Avoidant/restrictive food intake disorder') is een psychische aandoening die gekenmerkt wordt door het feit dat de patiënt een zeer beperkte en eenzijdige eetgewoonte heeft. De aandoening wordt beschreven in het psychiatrisch standaardwerk DSM-5, en wordt daar in categorie van eetstoornissen geplaatst samen met anorexia nervosa en boulimie. De aandoening komt vooral bij kinderen en jong-volwassenen voor.
De aandoening moet niet verward worden met selectief eetgedrag dat vooral bekend is van kinderen die bepaalde dingen niet willen eten, maar die tegen een beloning wel degelijk die voedingsmiddelen 'tegen heug en meug' op kunnen en willen eten. Iemand met arfid is, zelfs als hij uitgehongerd is, onmogelijk in staat om voedingsmiddelen te eten die volgens zijn aandoening niet 'veilig' zijn.

## Symptomen
Mensen met deze aandoening zijn niet in staat om de meeste voedingsmiddelen te eten. Ze beperken zich tot heel specifieke voedingsmiddelen, of in sommige gevallen ook tot voedingsmiddelen van bepaalde merken. Ook zijn er gevallen beschreven waarbij patiënten uitsluitend voedsel van een bepaalde kleur of een bepaalde consistentie eten. Het meest voorkomende voedingspatroon bij arfid-patiënten bestaat uit geraffineerd koolhydraatrijk eten.
Als arfid-patiënten voedingsmiddelen eten die niet als 'veilig' worden ervaren, dan kan de patiënt fysieke reacties krijgen zoals kokhalzen of braken. De meeste patiënten geven zelf aan dat ze graag hun eetgewoonte zouden willen veranderen, maar slagen daar niet in.
Door het eenzijdig eetgedrag ontstaan logischerwijs lichamelijke problemen, in de zin van ondervoeding. De aard van deze problemen hangt af van het specifieke eetgedrag, maar in de regel ontstaan er tekorten aan bepaalde voedingsstoffen, waardoor de patiënt chronische vermoeidheid kan ontwikkelen, bloedarmoede, een verhoogd cholesterol en/of over- of ondergewicht. Bij kinderen kan groeiachterstand ontstaan. Vaak komt sociaal vermijdingsgedrag voor, omdat de patiënt het probleem verborgen wil houden, en zo alle soorten van sociale contacten liefst uit de weg zal gaan. Uiteindelijk kan dit leiden tot somberheid en depressie.

## Oorzaken
Een selectieve eetstoornis kan vele mogelijke oorzaken hebben. Er kan bijvoorbeeld een familiaire aanleg zijn en de aandoening komt relatief vaak voor in combinatie met geestesziekten of autisme. De aandoening kan het gevolg zijn van een traumatische ervaring. Ook kan er een lichamelijke aandoening aan ten grondslag liggen, zoals een voedselovergevoeligheid, waardoor de patiënt zichzelf heeft aangeleerd om veel voedingsmiddelen te vermijden.

## Behandeling
In lichte gevallen kan de aandoening soms vanzelf overgaan zonder behandeling.
Als dat niet mogelijk is, kan de aandoening meestal succesvol behandeld worden met 'gradual exposure' (geleidelijke blootstelling) of met cognitieve gedragstherapie, waarbij de patiënt getraind wordt het eigen gedrag onder ogen te zien en in kleine stapjes een normaal gezond eetgedrag aan te leren.